# Paradise (EP)
Paradise (englisch für „Paradies“) ist die zweite EP der US-amerikanischen Popsängerin Lana Del Rey. Die EP wurde einer Neuauflage von Del Reys Album Born to Die beigefügt, die als Born to Die – The Paradise Edition erhältlich ist. Als physischer Tonträger – CD oder Vinyl – ist Paradise zumeist in dieser Bündelung erhältlich.

## Entstehung und Artwork
Mit Ausnahme von Blue Velvet wurden alle Lieder von Lana Del Rey, in Kooperation mit wechselnden Autoren, geschrieben. Am häufigsten wirkte der Autor und Komponist Rick Nowels mit. Alle Titel wurden von unterschiedlichen Musikproduzenten produziert, die meisten dabei von Dan Heath und Rick Nowels. Gemastert wurde das Album von Metropolis Mastering in London, unter der Leitung des Briten John Davis. Gemischt wurden alle Lieder von Jeremy Cochise Ball, Tom Elmhirst, Kieron Menzies, Robert Orton, Jeff Rothschild und Andrew Scheps.
Auf dem Frontcover des Albums ist – neben der Aufschrift des Künstlers und des Liedtitels – Del Rey in einem beigen Badeanzug, vor dem Hintergrund zweier Palmen und eines Schwimmbeckens, zu sehen. Das Coverbild und die Bilder im Begleitheft wurden von der Fotografin Nicole Nodland geschossen. Einen ersten Teaser twitterte Del Rey bereits am 24. September 2012.

## Veröffentlichung und Promotion
Die Erstveröffentlichung von Paradise erfolgte zeitgleich als separate EP-Veröffentlichung sowie im Bündel der Born to Die – The Paradise Edition am 9. November 2012. Nachdem das Album zunächst in Australien, Neuseeland oder auch Kanada erschien, wurde es am 13. November 2012 als eigenständige EP in den Vereinigten Staaten veröffentlicht sowie als Born to Die – The Paradise Edition in Deutschland am 16. November 2012. Die Veröffentlichung erfolgte durch die Musiklabels Interscope Records, Polydor und Stranger. Die EP setzt sich aus acht neuen Studioaufnahmen zusammen. Neben der regulären Veröffentlichung folgten zeitgleich die Veröffentlichungen weiterer „Deluxe-Editionen“. Die nordamerikanische iTunes „Deluxe-Edition“ ist um eine weitere Studioaufnahme von Burning Desire erweitert. Weitere weltweit veröffentlichte „Deluxe-Editionen“ beinhalten Remixversionen von zuvor ausgekoppelten Singles.
Del Rey selbst sagte folgendes zur Veröffentlichung dieser EP:

“It’s not a new album, it’s more like an afterthought, it’s the Paradise edition of Born to Die. It’s like seven new songs that kind of put a period on the statement that I was making when I was making the record. It’s beautiful.”

„Es ist kein neues Album, es ist mehr wie ein Nachschlag, es ist die Paradies-Version von Born to Die. Es sind sieben neue Lieder, die eine Art Ausrufezeichen hinter die künstlerische Aussage setzen, die ich mit dem Album gemacht habe. Es ist wunderschön.“

Im Jahr 2013 entstand der 27-minütige Kurzfilm Tropico unter der Regie von Anthony Mandler, der als Musikvideo für die Lieder Body Electric, Gods & Monsters und Bel Air dient und diese in eine dreiteilige Handlung packt. Der Film basiert auf der biblischen Geschichte von Sünde und Erlösung mit Lana Del Rey in der Hauptrolle als Eva und Maria sowie Shaun Ross als Adam. Im Video sind unter anderem auch Jesus, Marilyn Monroe, Elvis Presley und John Wayne zu sehen. Tropico wurde am 4. Dezember 2013 im Cinerama Dome in Hollywood uraufgeführt und zwei Tage später über Del Reys offiziellen YouTube-Kanal veröffentlicht.

## Hintergrund
Kurz nach der Veröffentlichung von Born to Die erklärte Del Rey der Vogue gegenüber, dass sie sich nicht sicher sei, ob sie noch etwas mit einem weiteren Album hinzufügen könne: „Ich glaube nicht, dass ich eine weitere Platte aufnehmen werde. Was sollte ich sagen? Ich habe das Gefühl, dass ich alles, was ich sagen wollte, bereits gesagt habe.“
Im Juni 2012 sagte Del Rey in einem Radiointerview, dass sie wieder im Studio sei. Sie sang einen Ausschnitt aus Young and Beautiful, das damals den Titel Will You Still Love Me trug und erwähnte den Titel In the Land of Gods & Monsters. Obwohl Young and Beautiful für Paradise geplant war, wurde es letztendlich für den Soundtrack zu Der große Gatsby verwendet. Im gleichen Monat führte Del Rey erstmals Body Electric live auf und erklärte, dass das Lied auf ihrem nächsten Album erscheinen würde.
Am 25. Juli 2012 kündigte Del Rey an, dass sie ihre zweite LP verschieben und stattdessen eine erweiterte Fassung von Born to Die als „Paradise Edition“ veröffentlichen werde. Auf die Frage nach dem Sound der Platte erklärte sie gegenüber Electronic Beats, dass sie „in besserer Stimmung war, als sie an einem Ort in Kalifornien wohnte. Es war eine Art Zusammenfassung der Idee, im Chateau Marmont zu leben – und dann bin ich weggezogen. Es war wie eine sich schließende Tür. Ich mag es, dass es sich luxuriöser und tropischer anfühlt, und ich mag es, dass es manchmal mehr nach Pazifikküste klingt, wie bei Gods & Monsters. Paradise ist mein Lieblingsalbum, ich liebe es.“

## Inhalt
Alle Liedtexte sind in englischer Sprache verfasst. Musikalisch bewegen sich die Lieder im Bereich des Indie-Pops, der Popmusik, des Sadcore sowie des Trip-Hops. Bei jedem Titel wurde sie von verschiedenen Instrumentalisten unterstützt (siehe Mitwirkende). Das Lied Yayo wurde bereits vier Jahre zuvor auf Del Reys erster EP Kill Kill und zwei Jahre zuvor auf Del Reys Debütalbum Lana Del Ray a.k.a. Lizzy Grant veröffentlicht.
John Bush von Allmusic stellte fest, dass die Texte im Vergleich zum Vorgänger in einer „profaneren Sprache“ verfasst wurden seien, was u. a. auch mit Beschreibungen von sexuellen Begegnungen in den neuen Stücken zu tun habe.
| #  | Titel                                            | Autor(en)                               | Produzent(en)                                   | Länge |
| -- | ------------------------------------------------ | --------------------------------------- | ----------------------------------------------- | ----- |
| 1  | Ride                                             | Lana Del Rey, Justin Parker             | Rick Rubin                                      | 4:49  |
| 2  | American                                         | Lana Del Rey, Emile Haynie, Rick Nowels | Rick Nowels                                     | 4:08  |
| 3  | Cola                                             | Lana Del Rey, Rick Nowels               | Rick Nowels                                     | 4:20  |
| 4  | Body Electric                                    | Lana Del Rey, Rick Nowels               | Dan Heath, Rick Nowels                          | 3:53  |
| 5  | Blue Velvet                                      | Lee Morris, Bernie Wayne                | Emile Haynie                                    | 2:38  |
| 6  | Gods & Monsters                                  | Lana Del Rey, Tim Larcombe              | Tim Larcombe                                    | 3:57  |
| 7  | Yayo                                             | Lana Del Rey                            | David Kahne                                     | 5:21  |
| 8  | Bel Air                                          | Lana Del Rey, Daniel Heath              | Dan Heath                                       | 3:57  |
|    | Nordamerikanische iTunes Store Version           |                                         |                                                 |       |
| 9  | Burning Desire                                   | Lana Del Rey, Justin Parker             | Emile Haynie                                    | 3:51  |
|    | Französische iTunes Store Version                |                                         |                                                 |       |
| 9  | Burning Desire                                   | Lana Del Rey, Justin Parker             | Emile Haynie                                    | 3:51  |
| 10 | Summertime Sadness (vs. Cedric Gervais)          | Lana Del Rey, Rick Nowels               | Emile Haynie, Rick Nowels                       | 3:51  |
|    | Deutsche Amazon Version                          |                                         |                                                 |       |
| 9  | Blue Velvet (Penguin Prison Remix)               | Lee Morris, Bernie Wayne                | Emile Haynie                                    | 5:03  |
| 10 | Summertime Sadness (Todd Terry Remix)            | Lana Del Rey, Rick Nowels               | Emile Haynie, Rick Nowels                       | 6:26  |
| 11 | National Anthem (bretonLABS Remix)               | Lana Del Rey, The Nexus, Justin Parker  | Jeff Bhasker (Co), Emile Haynie, The Nexus (Co) | 4:01  |
| 12 | Blue Jeans (RAC Mix)                             | Lana Del Rey, Emile Haynie, Dan Heath   | Emile Haynie                                    | 3:42  |
| 13 | Born to Die (Kris Di Angelis ‘Love Below’ Remix) | Lana Del Rey, Justin Parker             | Emile Haynie, Justin Parker (Co)                | 5:10  |
| 14 | Video Games (Jakwob and Etherwood Remix)         | Lana Del Rey, Justin Parker             | Emile Haynie, Robopop                           | 3:44  |

## Singleauskopplungen
Bereits zwei Monate vor der Veröffentlichung der EP, am 20. September und 25. September 2012, wurden vorab die Singles Blue Velvet und Ride ausgekoppelt. Beide Singles konnten sich in den deutschen, österreichischen, Schweizer und britischen Charts platzieren. Fünf Monate nach der EP-Veröffentlichung, am 19. März 2013, wurde für Promotionzwecke die dritte Single Burning Desire veröffentlicht. Die Single verfehlte weltweit die Charts. Durch hohe Downloadzahlen konnte sich im November 2012 das Lied Gods & Monsters in den britischen Charts platzieren, eine offizielle Veröffentlichung blieb jedoch aus.
Singles in den Charts

| Jahr | Titel           | Höchstplatzierung, Gesamtwochen, AuszeichnungChartplatzierungen (Jahr, Titel, , Platzierungen, Wochen, Auszeichnungen, Anmerkungen) | Höchstplatzierung, Gesamtwochen, AuszeichnungChartplatzierungen (Jahr, Titel, , Platzierungen, Wochen, Auszeichnungen, Anmerkungen) | Höchstplatzierung, Gesamtwochen, AuszeichnungChartplatzierungen (Jahr, Titel, , Platzierungen, Wochen, Auszeichnungen, Anmerkungen) | Höchstplatzierung, Gesamtwochen, AuszeichnungChartplatzierungen (Jahr, Titel, , Platzierungen, Wochen, Auszeichnungen, Anmerkungen) | Höchstplatzierung, Gesamtwochen, AuszeichnungChartplatzierungen (Jahr, Titel, , Platzierungen, Wochen, Auszeichnungen, Anmerkungen) | Anmerkungen                                                                                      |
| Jahr | Titel           | DE | AT | CH | UK | US | Anmerkungen                                                                                      |
| --- | --------------- | --- | --- | --- | --- | --- | ------------------------------------------------------------------------------------------------ |
| 2012 | Blue Velvet     | DE49 (2 Wo.)DE | AT40 (1 Wo.)AT | CH42 (1 Wo.)CH | UK60 (1 Wo.)UK | — | Erstveröffentlichung: 20. September 2012 Original: Tony Bennett with Percy Faith & His Orchestra |
| 2012 | Ride            | DE44 (4 Wo.)DE | AT63 (2 Wo.)AT | CH20 (7 Wo.)CH | UK32 (2 Wo.)UK | — | Erstveröffentlichung: 25. September 2012 Verkäufe: + 148.362                                     |
| Folgende Lieder erschienen nicht als Single, wurden aber durch das Album zum Download und Streaming bereitgestellt und konnten somit eine Platzierung erlangen: |                 | | | | | |                                                                                                  |
| |                 | | | | | |                                                                                                  |
| 2014 | Gods & Monsters | — | — | — | UK39 (2 Wo.)UK | — | Charteinstieg: 3. Mai 2014                                                                       |

## Mitwirkende
- Graham Archer: Toningenieur (Lied 7)
- Ben Baptie: Abmischung-Assistenz (Lied 5)
- Spencer Burgess Jr.: Tonmeister-Assistenz (Lied 5)
- Nikki Calvert: Arrangement (Lied 8)
- Jeremy Cochise Ball: Abmischung (Lied 7)
- John Davis: Mastering
- Lana Del Rey: Gesang, Komponist (Lied 1–4, 6–9), Liedtexter (Lied 1–4, 6–9)
- DK: Koproduzent (Lied 3)
- Tom Elmhirst: Abmischung (Lied 5)
- James Gadson: Schlagzeug (Lied 1)
- Chris Garcia: Tonmeister (Lied 2–4)
- Larry Gold: Arrangement (Streichinstrumente) (Lied 5)
- Emile Haynie: Keyboard (Lied 7), Komponist (Lied 2), Koproduzent (Lieder: 2, 6), Liedtexter (Lied 2), Schlagzeug (Lieder: 2, 7), Produzent (Lieder: 5, 9)
- Daniel Heath: Arrangement (Lieder: 1, 2, 4, 6, 8), Horn (Lied 6), Keyboard (Lied 7), Komponist (Lied 8), Liedtexter (Lied 8), Piano (Lied 8), Perkussion (Lied 4), Produzent (Lieder: 4, 8), Streichinstrumente (Lieder: 7–8)
- David Kahne: Produzent (Lied 7)
- Devrim Karaoglu: Schlagzeug (Lied 3)
- Jason Lader: Bass (Lied 1), Tonmeister (Lied 1)
- Tim Larcombe: Gitarre (Lied 6), Keyboard (Lied 6), Komponist (Lied 6), Liedtexter (Lied 6), Produzent (Lied 6), Schlagzeug (Lied 6)
- The Larry Gold Orchestra: Streichinstrumente (Lied 5)
- Songa Lee: Violine (Lieder: 1, 8)
- Eric Lynn: Tonmeister-Assistenz (Lied 1)
- Kieron Menzies: Abmischung (Lieder: 2–4), Programmierung (Schlagzeug) (Lied 3), Tonmeister (Lieder: 2–4)
- Lee Morris: Komponist (Lied 5), Liedtexter (Lied 5)
- Rick Nowels: Akustikgitarre (Lied 3), Bass (Lied 3), Keyboard (Lieder: 2–3), Komponist (Lieder: 2–4), Liedtexter (Lieder: 2–4), Mellotron (Lied 4), Piano (Lied 4), Produzent (Lieder: 2–4), Schlagzeug (Lied 3), Streichinstrumente (Lied 4), Synthesizer (Lied 2)
- Sean Oakley: Tonmeister-Assistenz (Lied 1)
- Robert Orton: Abmischung (Lied 6)
- Justin Parker: Komponist (Lieder: 1, 9), Liedtexter (Lieder: 1, 9)
- Tim Pierce: Gitarre (Lieder: 2–4)
- Zac Rae: Keyboard, Piano (Lied 1)
- Tucker Robinson: Arrangement (Lied 8), Tonmeister (Streichinstrumente) (Lied 1)
- Jeff Rothschild: Mischer (Lied 8)
- Rick Rubin: Produzent (Lied 1)
- Andrew Scheps: Abmischung (Lied 1)
- Kathleen Sloan: Violine (Lieder: 1, 8)
- Peter Stanislaus: Abmischung-Assistenz (Lied 8)
- Jordan Stilwell: Tonmeister-Assistenz (Lieder: 2–3)
- Patrick Warren: Brass (Lied 3), Dulcitone (Lied 4), Gitarre (Lieder: 2–4), Glocke (Lied 4), Glockenspiel (Lied 3), Mellotron (Lied 4), Optigon (Lied 4), Orgel (Lieder: 3–4), Piano (Lieder: 2–4), Streichinstrumente (Lied 3), Synthesizer (Lieder: 2–4)
- Bernie Wayne: Komponist (Lied 5), Liedtexter (Lied 5)

Die Angaben beziehen sich nur auf Titel der Standardversion und den Titel Burning Desire als Titel neun.

## Kommerzieller Erfolg

### Chartplatzierungen
Dadurch, dass Paradise in manchen Ländern als Zusatz-EP zur Deluxe-Edition von Born to Die veröffentlicht wurde, zählen die Chartplatzierungen und Verkäufe zu Born to Die. So geschehen unter anderem in Deutschland, Österreich, der Schweiz und dem Vereinigten Königreich. In den Vereinigten Staaten erreichte Paradise Position zehn der Billboard 200 und konnte sich insgesamt eine Woche in den Top 10 sowie 55 Wochen in den Charts halten. Die EP platzierte sich in den US-amerikanischen Jahrescharts von 2013 auf Position 115. Für Lana Del Rey ist es der dritte Charterfolg und der zweite Top-10 Erfolg in den US-amerikanischen Albumcharts.
| ChartsChartplatzierungen       | Höchstplatzierung | Wochen |
| ------------------------------ | ----------------- | ------ |
| Vereinigte Staaten (Billboard) | 10 (55 Wo.)       | 55     |

| ChartsJahrescharts (2013)      | Platzierung |
| ------------------------------ | ----------- |
| Vereinigte Staaten (Billboard) | 115         |

### Auszeichnungen für Musikverkäufe
Die Verkäufe zu Paradise werden in den meisten Ländern den Verkäufen zu Born to Die beziehungsweise der Paradise Edition des Albums hinzuaddiert. Quellen zufolge soll sich die separate EP in den Vereinigten Staaten über 332.000 Mal verkauft haben, davon über 67.000 Mal in der ersten Verkaufswoche.
| Land/Region               | Auszeichnungen für Musikverkäufe (Land/Region, Auszeichnung, Verkäufe) | Verkäufe |
| ------------------------- | ---------------------------------------------------------------------- | -------- |
| Vereinigte Staaten (RIAA) | —                                                                      | 332.000  |
| Insgesamt                 | —                                                                      | 332.000  |

Hauptartikel: Lana Del Rey/Auszeichnungen für Musikverkäufe